# Manfred Toeppen
Manfred Kurt Washington Toeppen (ur. 3 września 1887 w Saint Louis, zm. 18 lipca 1968 w Los Angeles) – amerykański piłkarz wodny, medalista olimpijski z Letnich Igrzysk 1904 w Saint Louis.
Razem z klubem Missouri Athletic Club zdobył brązowy medal w turnieju piłki wodnej.
Syn zapaśnika Hugo Toeppena.